# Прикрашена черепаха ієрогліфова
Прикрашена черепаха ієрогліфова (Pseudemys concinna) — вид черепах з роду Прикрашені черепахи родини Прісноводні черепахи. Має 3 підвиди. Інша назва «американська річкова черепаха».

## Опис
Загальна довжина карапаксу коливається від 32 до 43,7 см. Спостерігається статевий диморфізм: самиці більші за самців. Голова невеликого або середнього розміру. Зовнішній край верхньої щелепи не зубчастий. Карапакс доволі великий, овальної форми, куполоподібний, у задній частині розширюється. По його середині проходить невеликий кіль. Пластрон також великий. На лапах є плавальні перетинки.
Голова, шия, кінцівки, хвіст оливкові, коричневі, зелений-коричневі, темно-коричневі з жовтими, помаранчевими, червоними або кремовими смугами. Карапакс коричнюватий з жовтими або кремовими плямами. На жовтому пластроні є темний візерунок, що йде уздовж швів та розташовується на передній половині. На пластроні може бути С-подібний малюнок.

## Спосіб життя
Полюбляє різного роду водойми з помірною течією, кам'янистим дном, багатою рослинністю. Взимку іноді впадає у сплячку, зариваючись в бруд або мул. При цьому її метаболізм сповільнюється, вона практично не дихає, тільки зрідка споживає кисень прямо з води. харчується рибою, земноводними, ракоподібними, комахами, водними рослинами
Сезон парування починається на початку весни, а відкладання яєць — з травня по червень. Самиця відкладає від 9 до 29 яєць. За сезон буває 2 кладки. Інкубаційний період триває від 80 до 100 діб. Черепашенята зазвичай з'являються вилуплюються у серпні—вересні.
Тривалість життя 40 років.

## Розповсюдження
Мешкає від Південної Кароліни по Атлантичному узбережжю до Мексиканської затоки. Усередині материка від південного Іллінойсу по долині Міссісіпі до півдня Міссурі, південного сходу Канзасу і Оклахоми, на захід через Техас до Нью-Мексико (США) та на південь до Коауїли, Нуево-Леона і Тамауліпас у Мексиці.

## Підвиди
- Pseudemys concinna concinna
- Pseudemys concinna floridana
- Pseudemys concinna suwanniensis